# Cyclophora dilucidaria
Cyclophora dilucidaria är en fjärilsart som beskrevs av Rothke. Cyclophora dilucidaria ingår i släktet Cyclophora och familjen mätare. Inga underarter finns listade i Catalogue of Life.